# Acco (bướm đêm)
Acco là một chi bướm đêm thuộc họ Erebidae.

## Các loài
- Acco albipuncta de Vos & van Mastrigt, 2007
- Acco bicolora Bethune-Baker, 1904
- Acco fasciata de Vos & van Mastrigt, 2007
- Acco postmetallica de Vos & van Mastrigt, 2007